# Caroline Maheux
Caroline Maheux (* 27. April 1969 in Sherbrooke) ist eine ehemalige kanadische Eisschnellläuferin.
Maheux trat international erstmals bei den Juniorenweltmeisterschaften 1986 in Québec in Erscheinung, wobei sie den 18. Platz im Mini-Mehrkampf errang. In den folgenden Jahren kam sie bei den Juniorenweltmeisterschaften 1987 in Strömsund auf den 21. Platz im Mini-Mehrkampf, bei der Mehrkampfweltmeisterschaft 1990 in Calgary auf den 18. Platz und bei der Mehrkampfweltmeisterschaft 1991 in Hamar auf den 27. Platz im Kleinen Vierkampf. Bei ihrer einzigen Teilnahme an Olympischen Winterspielen im Februar 1988 in Calgary belegte sie den 23. Platz über 1500 m. Zudem nahm sie von 1987 bis 1992 an 24 Läufen im Eisschnelllauf-Weltcup teil und erreichte im Februar 1989 in Calgary mit dem neunten Platz über 500 m ihr bestes Ergebnis in dieser Rennserie. Im Dezember 1991 wurde sie kanadische Meisterin im Kleinen Vierkampf.

## Persönliche Bestleistungen
| Disziplin | Zeit        | Datum             | Ort     |
| --------- | ----------- | ----------------- | ------- |
| 500 m     | 41,28 s     | 28. Januar 1989   | Calgary |
| 1000 m    | 1:23,51 min | 12. Februar 1989  | Calgary |
| 1500 m    | 2:08,69 min | 29. Januar 1989   | Calgary |
| 3000 m    | 4:31,25 min | 28. Januar 1989   | Calgary |
| 5000 m    | 7:52,23 min | 14. Dezember 1991 | Calgary |